# Firenzuola
Firenzuola est une commune italienne de la ville métropolitaine de Florence dans la région Toscane en Italie.

## Administration
| Période                                  | Période | Identité | Étiquette | Qualité |
| ---------------------------------------- | ------- | -------- | --------- | ------- |
|                                          |         |          |           |         |
| Les données manquantes sont à compléter. |         |          |           |         |

### Hameaux
Bruscoli[Quoi ?]

### Communes limitrophes
- Barberino di Mugello
- Borgo San Lorenzo
- Castel del Rio
- Castiglione dei Pepoli
- Monghidoro, Monterenzio
- Palazzuolo sul Senio
- San Benedetto Val di Sambro
- Scarperia